# 運送取扱営業
運送取扱営業（うんそうとりあつかいえいぎょう）とは、自己の名をもって物品運送の取次をなすことをいう（商法第559条1項）。運送取扱営業を業とする者を運送取扱人という。運送取扱営業は委任契約の一種である。運送取扱人は取次業という点で問屋や準問屋と類似していることから特に定めのない限り問屋の規定が準用される（商法第559条2項）。
実際には貨物利用運送事業や港湾運送業などが該当する。なお、運送取扱営業は物品運送についての取次業であり、現実に物品や旅客を運送する運送営業（実運送）とは異なる。またコンビニのような運送責任を負わずに運送を取り次ぐ貨物取次事業とも区別される。

## 運送取扱人の権利義務

### 運送取扱人の義務
民法上の委任契約と同じもの。
- 善管注意義務
- 損害賠償義務（商法第560条以下）

### 運送取扱人の権利
民法上の委任契約は無償契約である。以下はその特則として定められたものである。
- 報酬請求権（商法第512条）
- 費用償還請求権（商法第559条2項・商法第552条2項・商法第650条2項）
- 留置権（商法第562条）
- 介入権（商法第565条）